# Longitarsus aeneicollis
Longitarsus aeneicollis es una especie de insecto coleóptero de la familia Chrysomelidae. Fue descrita científicamente en 1837 por Faldermann.